# Бьянкини, Джованни
Джованни Бьянкини (итал. Giovanni Bianchini, лат. Johannes Blanchinus, 1410—1469) — профессор гражданского и церковного права, математики и астрономии в университете Феррары, астролог при княжеском дворе. Был знаком с Георгом Пурбахом и Региомонтаном и состоял с ними в переписке.
Бьянкини принадлежат астрономические таблицы, являющиеся переработкой «Альфонсинских таблиц», трактаты «Цветы Альмагеста» (Flores almagesti) и «Составление инструментов» (Compositio instrumenti).
Бьянкини первым в Европе использовал десятичные дроби в тригонометрических таблицах, в одно время с ал-Каши в Самарканде.

## Память
В 1935 г. Международный астрономический союз присвоил имя Джованни Бьянкини кратеру на видимой стороне Луны.